# José Leyva
Pour les articles homonymes, voir Leyva.
José Luis Leyva Vásquez (né à Chancay au Pérou le 15 février 1952) est un footballeur péruvien. Jouant au poste d'attaquant, il est considéré comme le joueur le plus marquant du club Alfonso Ugarte de Puno au sein duquel il a terminé deux fois meilleur buteur du championnat du Pérou de football dans les années 1970.

## Biographie
José Leyva commence sa carrière à l'Alfonso Ugarte de Puno en 1974. Il y réalise sa meilleure saison sur le plan individuel en 1975  lorsque, associé à son binôme en attaque Ernesto Neyra, il devient vice-champion du Pérou et meilleur buteur du championnat avec 25 buts. Toujours avec l'Alfonso Ugarte, il dispute six matchs de Copa Libertadores en 1976 (pas de but marqué) et aura l'occasion d'être à nouveau meilleur buteur du championnat du Pérou en 1979 (28 buts). Pleinement identifié avec ce club, il y termine sa carrière en 1985.
Par ailleurs, il joue également au FBC Melgar d'Arequipa de 1977 à 1978 – avec une parenthèse en Équateur, au 9 de Octubre en 1977 – et à l'AD Tarma en 1981.
Il possède une cape en équipe du Pérou lorsqu'il dispute un match amical face à la Tchécoslovaquie à Lima, le 4 février 1981 (défaite 1-3).

## Palmarès
Alfonso Ugarte
- Championnat du Pérou :
  - Vice-champion : 1975.
  - Meilleur buteur : 1975 (25 buts) et 1979 (28 buts).